# ハンク ‐ちょっと特別なボクの日常‐
『ハンク ‐ちょっと特別なボクの日常‐』（はんく ‐ちょっととくべつなぼくのにちじょう‐、原題: Hank Zipzer）は、ニック・ジェームズ演じるディスレクシアの12歳の少年ハンク・ジップツァーが主役の子供向けテレビシリーズ。
原作は、ハンクたちの音楽教師ロック先生を演じるヘンリー・ウィンクラーによる児童書『Hank Zipzer』。第1シリーズはBBCのチャンネルCBBCで2014年1月から放映され、2015年には第2・第3シリーズも製作された。日本では、NHK Eテレで2015年7月から第1シリーズの13エピソード中6エピソードが放送された。

## プロット
本作では、ディスレクシアを抱えるハンク・ジップツァーに降りかかる災難に物語の焦点が当てられている。原作のヘンリー・ウィンクラーによる『Hank Zipzer』は、自らもディスレクシアだったウィンクラーの幼少期の経験を元に書かれている。本編でウィンクラーはハンクと仲良しの教師ロック先生を演じており、そのモデルは実際にウィンクラーの音楽教師だった人物である。

## 製作
CBBCが2013年に本作の製作をキンドル・エンターテインメントに依頼し、2013年10月にドラマの撮影が始まった。撮影はイングランドのハリファクスにある聖キャサリン・カトリックハイスクールで行われた。 第1シリーズは2014年1月28日に放送を開始し、同年4月22日に終了した。
2015年6月9日、CBBCコントローラーのシェリル・テイラーは、第2シリーズも13エピソード構成で放送することを発表した。ハンク役のニック・ジェームズ、ロック先生役のヘンリー・ウィンクラー、アドルフ先生役のフェリシティ・モンタギュー、ラブ校長役のニック・モハメッドがそれぞれ続投することも判明している。
第1シリーズのルーシー・ガイとダニー・スプリングに代わり、第2シリーズからジョン・マックイーンがスクリプトエディターとして製作に加わった。ジム・ポイザーはプロデューサーとして参加した。第1シリーズで1エピソードを担当したマーク・オズウィンとマデリーン・ブレッティンガム、2エピソードを担当したルーシー・ガイは脚本を続投する。第2シリーズでは2エピソード担当のジョン・マックイーン、1エピソード担当のマーク・エヴァンスとアダム・グッドウィン&ジョナサン・パーキンら数名の脚本家も新しく番組に加わった。
第3シリーズは現在製作段階で、ジョージ・ポールズがスクリプトエディターを務める。ルーシー・ガイは2エピソードを担当する予定である。

## キャスト
※括弧内は日本語吹替
- ハンク・ジップツァー - ニック・ジェームズ（花江夏樹）
- フランキー・タウンゼント - ジェイデン・ジャン・ポール・デニス（深谷悠）
- アシュレー・ウォン - クロエ・ウォン（里郁美）
- アドルフ先生 - フェリシティ・モンタギュー（英語版）（滝沢ロコ）
- ラブ校長 - ニック・モハメッド（英語版）（佐藤晴男）
- ニック・マケルティ - ジュード・フォーリー（山谷祥生）
- ローザ・ジップツァー - ジュリエット・コーワン（英語版）（斎藤恵理）
- スタンレー・ジップツァー - ニール・フィッツモリス（英語版）（志村知幸）
- パパ・ピート - ヴィンチェンツォ・ニコライ（堀越富三郎）
- エミリー・ジップツァー - マデリーン・ホリデイ（丸山有香）
- ロック先生 - ヘンリー・ウィンクラー（江原正士）
- 受付 - サマンサ・ベインズ（英語版）

## エピソード

### 第1シリーズ
| Episode No. | タイトル                                                  | 監督                   | 脚本                         | プロデューサー             | オリジナル放送日 |
| ----------- | --------------------------------------------------------- | ---------------------- | ---------------------------- | -------------------------- | ---------------- |
| 1           | "教室がナイアガラ! Classroom Catastrophe"                 | マット・ブルーム       | ジョー・ウィリアムズ         | シオバン・バックマン       | 2014年1月28日    |
| 2           | "The Lucky Socks"                                         | マット・ブルーム       | ジョー・ウィリアムズ         | シオバン・バックマン       | 2014年2月4日     |
| 3           | "王様とわり算 The Curtain Went Up, My Trousers Went Down" | マット・ブルーム       | ジョー・ウィリアムズ         | シオバン・バックマン       | 2014年2月11日    |
| 4           | "Battle Of The Goblins"                                   | マット・ブルーム       | ダニエル・ピーク             | シオバン・バックマン       | 2014年2月18日    |
| 5           | "Haunted Hank"                                            | マット・ブルーム       | ダン・バーリンカ             | シオバン・バックマン       | 2014年2月25日    |
| 6           | "親子ディベート大会 The War of Words"                     | レベッカ・ライクロフト | ビード・ブレイク             | アリ・ブライアー・キャロン | 2014年3月4日     |
| 7           | "理科室のハプニング The Day I Flunked Chemistry"          | マット・ブルーム       | マデリーン・ブレッティンガム | シオバン・バックマン       | 2014年3月11日    |
| 8           | "The Mortadella Disaster"                                 | レベッカ・ライクロフト | ジョー・ウィリアムズ         | アリ・ブライアー・キャロン | 2014年3月18日    |
| 9           | "子育てに挑戦? Who Ordered The Baby"                      | レベッカ・ライクロフト | ビード・ブレイク             | アリ・ブライアー・キャロン | 2014年3月25日    |
| 10          | "I Think I Broke My Dad"                                  | レベッカ・ライクロフト | マーク・オズウィン           | アリ・ブライアー・キャロン | 2014年4月1日     |
| 11          | "The Week I Became a Genius"                              | レベッカ・ライクロフト | アリ・ブライアー・キャロン   | アリ・ブライアー・キャロン | 2014年4月8日     |
| 12          | "Anyone for Lizard"                                       | レベッカ・ライクロフト | ルーシー・ガイ               | アリ・ブライアー・キャロン | 2014年4月15日    |
| 13          | "初めてのデート The First Date Dilemma"                   | レベッカ・ライクロフト | ジョー・ウィリアムズ         | アリ・ブライアー・キャロン | 2014年4月22日    |

## 各国での放送
DHXメディアが国際的な販売を取り扱っている。
| 国               | 放送局                 |
| ---------------- | ---------------------- |
| オーストラリア   | ABC3                   |
| アルゼンチン     | ディズニー・チャンネル |
| ブラジル         | ディズニー・チャンネル |
| ベルギー         | ディズニー・チャンネル |
| カナダ           | BBCキッズ ファミリー   |
| チリ             | ディズニー・チャンネル |
| コスタリカ       | ディズニー・チャンネル |
| コロンビア       | ディズニー・チャンネル |
| ドミニカ共和国   | ディズニー・チャンネル |
| エクアドル       | ディズニー・チャンネル |
| エルサルバドル   | ディズニー・チャンネル |
| グアテマラ       | ディズニー・チャンネル |
| ホンジュラス     | ディズニー・チャンネル |
| ハンガリー       | ディズニー・チャンネル |
| イタリア         | ディズニー・チャンネル |
| ルクセンブルク   | ディズニー・チャンネル |
| メキシコ         | ディズニー・チャンネル |
| オランダ         | ディズニー・チャンネル |
| ニカラグア       | ディズニー・チャンネル |
| ノルウェー       | NRK                    |
| ペルー           | ディズニー・チャンネル |
| スペイン         | ディズニー・チャンネル |
| スウェーデン     | SVT                    |
| アラブ首長国連邦 | E-Junior               |
| イギリス         | CBBC                   |
| ウルグアイ       | ディズニー・チャンネル |
| ベネズエラ       | ディズニー・チャンネル |